# 纳里曼·纳里曼诺夫
纳里曼·克尔巴莱-纳杰夫奥卢·纳里曼诺夫（1870年4月14日—1925年3月19日），亞塞拜然裔布尔什维克革命家、作家。曾担任阿塞拜疆苏维埃社会主义共和国人民委员会主席，阿塞拜疆苏维埃社会主义共和国外交人民委员，外高加索社会主义联邦苏维埃共和国苏维埃执行委员会主席等职。他曾把俄国作家果戈理的《钦差大臣》翻译成阿塞拜疆语。

## 生平
- 1870年4月2日（格里历：4月14日）出生于沙俄第比利斯的一个贫穷的阿塞拜疆人家庭。他是家里9个孩子中最年轻的。
- 1890年，毕业于哥里外高加索师范学院。后担任小学教师，教授阿塞拜疆语和俄语。
- 1894年-1902年，在巴库建立阿塞拜疆第一座现代图书馆，深受各族人民欢迎。但于1898年被迫关闭，因为沙俄当局认为该图书馆“传播不当言论”。期间纳里曼诺夫也组织出版了多种俄语，阿塞拜疆语报刊。包括新闻，儿童文学等多方面。但均遭当局封杀。1895年-1899年，话剧演员、剧作家、剧本翻译者。1899年，出版两册俄语教科书。
- 1902年-1908年，新罗西斯克大学医学院学习。1905年加入穆斯林社会民主党，俄国社会民主工党。毕业后在巴库行医。
- 1909年3月，因参与革命活动被捕，流放阿斯特拉罕5年。流放期间参与吉尔吉斯地区鼠疫研究，参与组织阿斯特拉罕第一个穆斯林歌剧团并参与演出。
- 1914年-1918年，巴库行医。历任医师，科室主任，院长。期间，1916年12月，当选巴库市议员，布尔什维克巴库市委法律部门成员。1917年3月，俄国社会民主工党（布）巴库市委成员。7月起任党报编辑，参与面向油田工人的革命宣传工作。
- 1918年3月，巴库革命军事委员会成员。
- 1918年4月-6月，巴库人民委员会城市经济委员。
- 1918年6月-1919年，阿斯特拉罕省教育人民委员。
- 1919年，在列宁建议下被任命为苏俄外交人民委员会中东司司长，苏俄民族事务副委员。
- 1919年12月，高加索革命委员会成员。
- 1920年4月-1922年7月，在苏维埃恢复对阿塞拜疆的统治后担任阿塞拜疆革命委员会主席，后改为阿塞拜疆苏维埃社会主义共和国人民委员会主席。1920年4月-1921年5月，兼任阿塞拜疆外交人民委员。
- 1922年3月-1922年12月，外高加索苏维埃联邦社会主义共和国人民委员会主席。期间，1922年4月率团参与热那亚会议，要求西方国家赔偿苏联在内战中的损失，争取苏联政府的国际地位。
- 1922年10月-1925年3月，联共（布）中央执行委员会主席。1924年起，联共（布）中央东方研究所，东方劳动者共产主义大学工作，整理出版列宁关于民族问题的相关著作。
- 1925年3月19日因心脏病于莫斯科逝世，享年54岁。外交人民委员会宣布苏联所有国内外外交机构哀悼2天，苏联全国停止一切娱乐活动，下半旗致哀，所有车船鸣笛5分钟。3月22日葬于克里姆林宫红场墓园，是唯一葬于此地的阿塞拜疆人。

纳里曼诺夫是俄共（布）12-13大代表，第12-13届中央候补委员。

## 荣誉
- 沙俄三级圣斯坦尼斯拉夫勋章（1899）
- 红旗勋章（1921）
- 阿塞拜疆苏维埃社会主义共和国荣誉无产阶级勋章
- 达吉斯坦苏维埃自治共和国荣誉公民称号

## 作品
- 阿塞拜疆语的果戈里戏剧《钦差大臣》
- 戏剧《语言的麻烦》
- 小说《巴哈杜尔与索纳》，《纳迪尔·沙阿》，《盛宴》，《乡村历险记》

## 纪念
- 在俄罗斯的伏尔加格勒州，阿斯特拉罕州有以纳里曼诺夫命名的村庄，城市。
- 阿塞拜疆医科大学以纳里曼诺夫命名。
- 俄罗斯的莫斯科，喀山，阿斯特拉罕，乌里扬诺夫斯克，科斯特罗马，顿河畔罗斯托夫，沃罗涅日和卡马河畔切尔尼；阿塞拜疆的巴库，占贾，伊米什利；哈萨克斯坦的奇姆肯特，科斯塔奈等地都有以纳里曼诺夫命名的街道。
- 吉尔吉斯斯坦，阿塞拜疆有以纳里曼诺夫命名的中学。
- 莫斯科东方研究所以纳里曼诺夫命名。
- 巴库，第比利斯等地有纳里曼诺夫的雕像。
- 苏联和阿塞拜疆均发行了纳里曼诺夫的纪念邮票，纪念封。